# Чемпіонат Європи з боксу 1955
XI чемпіона́т Євро́пи з бо́ксу проходив у Західному Берліні з 27 травня по 5 червня 1955 року. У змаганнях, організованих Європейською асоціацією любительського боксу (ЄАЛБ, англ. EABA), взяли участь 153 спортсмени з 23 країн.

## Особистий залік
| Вагова категорія                            | Золото                       | Срібло                 | Бронза                                           |
| ------------------------------------------- | ---------------------------- | ---------------------- | ------------------------------------------------ |
| Найлегша вага (— 51 кілограмів)             | Едгар Базель ФРН             | Мірча Добреску Румунія | Вольфґанґ Берендт НДР Генрик Кукер Польща        |
| Легша вага (— 54 кілограмів)                | Зенон Стефанюк Польща        | Борис Степанов СРСР    | Деніел Геллебуйк Бельгія Вольфґанґ Шварц ФРН     |
| Напівлегка (— 57 кілограмів)                | Томас Ніколс Англія          | Олександр Засухін СРСР | Пенті Хемелайнен Фінляндія Ганс-Петер Мелінґ ФРН |
| Легка вага (— 60 кілограмів)                | Гаррі Куршат ФРН             | Дервіш Мустафа Єгипет  | Ілія Лукіч Югославія Пенті Раутілайнен Фінляндія |
| Перша напівсередня вага (— 63,5 кілограмів) | Лешек Дрогош Польща          | Пал Будай Угорщина     | Володимир Енгібарян СРСР Ганс Петерсен Данія     |
| Напівсередня вага (— 67 кілограмів)         | Ніколас Ґарґано Англія       | Іпполіт Анне Франція   | Павле Совлянскі Югославія Ніколає Лінка Румунія  |
| Перша середня вага (— 71 кілограмів)        | Збігнев Петшиковський Польща | Карлос Джанерян СРСР   | Марсель Піжо Франція Рольф Каролі НДР            |
| Середня вага (— 75 кілограмів)              | Геннадій Шатков СРСР         | Стіґ Сйолін Швеція     | Дітер Вемхьонер ФРН Бедріх Кутни ЧССР            |
| Напівважка вага (— 81 кілограмів)           | Еріх Шопнер ФРН              | Ульріх Нітцшке НДР     | Юліус Торма ЧССР Оттавіо Панунці Італія          |
| Важка вага (понад 81 кілограм)              | Альгирдас Шоцикас СРСР       | Хорст Віттерштейн ФРН  | Горімір Нетука ЧССР Френсіс Магнето Франція      |

## Командний залік
| Місце | Держава        |    |    |    | Разом |
| ----- | -------------- | -- | -- | -- | ----- |
| 1     | ФРН            | 3  | 1  | 3  | 7     |
| 2     | Польща         | 3  | 0  | 1  | 4     |
| 3     | СРСР           | 2  | 3  | 1  | 6     |
| 4     | Англія         | 2  | 0  | 0  | 2     |
| 5     | Франція        | 0  | 1  | 2  | 3     |
| 5     | НДР            | 0  | 1  | 2  | 3     |
| 7     | Румунія        | 0  | 1  | 1  | 2     |
| 8     | Єгипет         | 0  | 1  | 0  | 1     |
| 8     | Угорщина       | 0  | 1  | 0  | 1     |
| 8     | Швеція         | 0  | 1  | 0  | 1     |
| 11    | Чехословаччина | 0  | 0  | 3  | 3     |
| 12    | Фінляндія      | 0  | 0  | 2  | 2     |
| 12    | СФРЮ           | 0  | 0  | 2  | 2     |
| 14    | Бельгія        | 0  | 0  | 1  | 1     |
| 14    | Данія          | 0  | 0  | 1  | 1     |
| 14    | Італія         | 0  | 0  | 1  | 1     |
| Разом | 16 держав      | 10 | 10 | 20 | 40    |